# Clystopsenella longiventris
Clystopsenella longiventris (лат.) — вид мелких ос из семейства Scolebythidae, единственный в составе монотипного рода Clystopsenella, который первоначально был помещён в состав подсемейства Bethylinae (Bethylidae), из-за сходства их крыльев с родом Eupsenella. В 1963 году гименоптеролог Эванс (Evans, 1963) перенёс род Clystopsenella в состав нового семейства Scolebythidae.

## Распространение
Бразилия. В 2003 году впервые обнаружены в Центральной Америке (Коста-Рика и Панама), а в 2005 году — в Белизе.

## Описание
Длина 7—10 мм (без учёта жала, которое добавляет ещё 3 мм), переднее крыло 4—6 мм. Окраска в целом коричневая, первые два членика усиков светло-коричневые; грудка и брюшко от кирпичного до бледно-каштанового цвета.